# Castions di Strada
Castions di Strada (furlanisch Cjasteons di Strade) ist eine Gemeinde in der Region Friaul-Julisch Venetien in Friaul, Italien mit 3672 Einwohnern (Stand 31. Dezember 2023).

## Gemeindepartnerschaften
- San Filippo del Mela, Italien